# Карсон (Північна Дакота)
Карсон (англ. Carson) — місто (англ. city) в США, в окрузі Грант штату Північна Дакота. Населення — 254 особи (2020).

## Географія
Карсон розташований за координатами 46°25′20″ пн. ш. 101°34′14″ зх. д. / 46.42222° пн. ш. 101.57056° зх. д. (46.422308, -101.570625).  За даними Бюро перепису населення США в 2010 році місто мало площу 10,42 км², уся площа — суходіл.

### Клімат
Місто знаходиться у зоні, котра характеризується вологим континентальним кліматом з теплим літом. Найтепліший місяць — липень із середньою температурою 21.1 °C (69.9 °F). Найхолодніший місяць — січень, із середньою температурою -12.1 °С (10.3 °F).
| Клімат Карсона          | Клімат Карсона | Клімат Карсона | Клімат Карсона | Клімат Карсона | Клімат Карсона | Клімат Карсона | Клімат Карсона | Клімат Карсона | Клімат Карсона | Клімат Карсона | Клімат Карсона | Клімат Карсона | Клімат Карсона |
| Показник                | Січ.           | Лют.           | Бер.           | Квіт.          | Трав.          | Черв.          | Лип.           | Серп.          | Вер.           | Жовт.          | Лист.          | Груд.          | Рік            |
| Абсолютний максимум, °C | 20             | 20             | 28,3           | 34,4           | 41,1           | 42,2           | 46,7           | 42,8           | 40,6           | 36,7           | 25             | 20             | 46,7           |
| Середній максимум, °C   | −5,9           | −3,2           | 2,8            | 12,4           | 19,4           | 24,3           | 28,8           | 28,2           | 22,1           | 14,8           | 4,4            | −3,1           | 12,1           |
| Середня температура, °C | −12,1          | −9,1           | −3,2           | 5,4            | 12,2           | 17,3           | 21,1           | 20,2           | 14,1           | 7,3            | −1,7           | −9             | 5,2            |
| Середній мінімум, °C    | −18            | −15,1          | −9,2           | −1,5           | 4,9            | 10,3           | 13,3           | 12,1           | 6,3            | −0,1           | −7,9           | −14,7          | −1,6           |
| Абсолютний мінімум, °C  | −40,6          | −41,7          | −35,6          | −24,4          | −16,1          | −2,2           | −1,7           | −3,3           | −12,2          | −26,7          | −31,7          | −39,4          | −41,7          |
| Норма опадів, мм        | 10             | 12             | 22             | 42             | 63             | 89             | 61             | 42             | 38             | 26             | 14             | 10             | 429            |
| Днів з опадами          | 4              | 4              | 5              | 6              | 8              | 10             | 8              | 6              | 6              | 4              | 4              | 4              | 69             |
| ----------------------- | -------------- | -------------- | -------------- | -------------- | -------------- | -------------- | -------------- | -------------- | -------------- | -------------- | -------------- | -------------- | -------------- |
| Джерело: Weatherbase    |                |                |                |                |                |                |                |                |                |                |                |                |                |

## Демографія
Згідно з переписом 2010 року, у місті мешкали 293 особи в 154 домогосподарствах у складі 70 родин. Густота населення становила 28 осіб/км².  Було 194 помешкання (19/км²).
Расовий склад населення:
| - 99,3 % — білих - 0,3 % — корінних американців |

До двох чи більше рас належало 0,3 %. Частка іспаномовних становила 0,7 % від усіх жителів.
За віковим діапазоном населення розподілялося таким чином: 20,8 % — особи молодші 18 років, 51,6 % — особи у віці 18—64 років, 27,6 % — особи у віці 65 років та старші. Медіана віку мешканця становила 49,1 року. На 100 осіб жіночої статі у місті припадало 89,0 чоловіків;  на 100 жінок у віці від 18 років та старших — 90,2 чоловіків також старших 18 років.
Середній дохід на одне домашнє господарство  становив 43 015 доларів США (медіана — 37 500), а середній дохід на одну сім'ю — 55 569 доларів (медіана — 47 250). Медіана доходів становила 30 625 доларів для чоловіків та 31 250 доларів для жінок. За межею бідності перебувало 13,4 % осіб, у тому числі 6,8 % дітей у віці до 18 років та 18,3 % осіб у віці 65 років та старших.
Цивільне працевлаштоване населення становило 117 осіб. Основні галузі зайнятості: освіта, охорона здоров'я та соціальна допомога — 27,4 %, виробництво — 17,1 %, будівництво — 12,0 %, сільське господарство, лісництво, риболовля — 8,5 %.